# Tracy Eisser
Tracy Eisser (Fair Lawn, 20 de noviembre de 1989) es una deportista estadounidense que compitió en remo.
Ganó cuatro medallas en el Campeonato Mundial de Remo entre los años 2014 y 2018. Además, obtuvo una medalla de bronce en el Campeonato Mundial de Remo en Sala de 2019.
Participó en dos Juegos Olímpicos de Verano, en los años 2016 y 2020, ocupando el quinto lugar en Río de Janeiro 2016, en la prueba de cuatro scull.

## Palmarés internacional
| Campeonato Mundial | Campeonato Mundial        | Campeonato Mundial | Campeonato Mundial |
| Año                | Lugar                     | Medalla            | Prueba             |
| ------------------ | ------------------------- | ------------------ | ------------------ |
| 2014               | Ámsterdam (Países Bajos)  | Medalla de bronce  | Cuatro scull       |
| 2015               | Aiguebelette (Francia)    | Medalla de oro     | Cuatro scull       |
| 2017               | Sarasota (Estados Unidos) | Medalla de plata   | Dos sin timonel    |
| 2018               | Plovdiv (Bulgaria)        | Medalla de oro     | Ocho con timonel   |

| Campeonato Mundial | Campeonato Mundial          | Campeonato Mundial | Campeonato Mundial |
| Año                | Lugar                       | Medalla            | Prueba             |
| ------------------ | --------------------------- | ------------------ | ------------------ |
| 2019               | Long Beach (Estados Unidos) | Medalla de bronce  | 2000 m             |